# Anomalon miocenicum
Anomalon miocenicum är en stekelart som beskrevs av Cockerell 1919. Anomalon miocenicum ingår i släktet Anomalon och familjen brokparasitsteklar. Inga underarter finns listade i Catalogue of Life.